# エンヤ
エンヤ（アイルランド語: Eithne Pádraigín Ní Bhraonáin、英語: Enya Patricia Brennan、1961年5月17日 - ）は、アイルランドの歌手、作曲家、音楽プロデューサー、音楽家。

## 概要
音楽一家に生まれ、アイルランド語圏のドニゴール県グウィドーで育ち、1980年、エンヤの兄姉ほか家族が結成したケルト音楽グループ「クラナド」に加わり、キーボードおよびコーラスを担当し、音楽家としてのキャリアを歩み始める。1982年、ソロ活動を追求するため、クラナドのマネージャーおよびプロデューサーを務めていたニッキー・ライアンと、後にエンヤの楽曲の作詞を手がけることになるローマ・ライアン夫妻とともにクラナドを脱退。それから4年の歳月をかけて、デジタル・マルチトラック・レコーダーを駆使したボーカルとキーボードの多重録音や、ニューエイジ、ケルト音楽、クラシック音楽、教会音楽、民俗音楽の要素を取り入れた、エンヤ独自のサウンドを作り上げていく。アイルランドの伝統的な文脈の上で、テクノロジーを活かした作曲を行う。レコーディングでは、さまざまな楽器を自身で演奏するマルチプレイヤーでもある。これまでに10の言語で歌っている。なお、何度かコンサート・ツアーの企画は立ち上がったものの行えていない（ライブではスタジオで作り込まれた音響効果の再現が難しいからである）。
エンヤがソロ・アーティストとして最初に取り組んだ企画は、映画『The Frog Prince』（1984年）のサウンドトラック作品と、1987年のBBCのドキュメンタリー・シリーズ『幻の民、ケルト人 (The Celts)』であり、同番組の主題曲「ケルツ」はデビュー・アルバム『ケルツ』（1987年）に収録されリリースされた。ワーナーミュージックUKと契約を交わすと、エンヤは芸術的自由を得て、レーベルからの干渉は最小限にできる状態になった。『ウォーターマーク』（1988年）が商業的に成功し、シングル「オリノコ・フロウ」が各国のヒットチャートでトップ10入りしたことで、エンヤは世界的な名声を得るまでになった。それに続いて、『シェパード・ムーン』（1991年）、『メモリー・オブ・トゥリーズ』（1995年）、『ア・デイ・ウィズアウト・レイン』（2000年）の各アルバムが数百万枚を売り上げた。アルバム『ア・デイ・ウィズアウト・レイン』および、そのリードシングル「オンリー・タイム」の売上高は、2001年にアメリカ同時多発テロ事件のマスコミ報道で同曲が使用されたことを受けて、アメリカ合衆国で急上昇した。『アマランタイン』（2005年）と『雪と氷の旋律』（2008年）の発売後、しばらく音楽活動を休止したが、2012年に復帰し、『ダーク・スカイ・アイランド』（2015年）を発売した。
アメリカ合衆国においてRIAA認定アルバムが2650万枚を売り上げ、全世界で推計7500万枚を売り上げている、アイルランドで最も売れたソロアーティストであり、U2に次いでアイルランドで2番目に売れたアーティストである。全時代を通じて最も売れた音楽アーティストのうちの1人として名を連ねている。『ア・デイ・ウィズアウト・レイン』（2000年）は全世界で推計1600万枚の売り上げを記録し、最も売れたニューエイジ・アルバムであり続けている。ワールド・ミュージック・アワードを7度、グラミー賞の最優秀ニューエイジ・アルバム賞を4度、アイヴァー・ノヴェロ賞を1度受賞している。映画『ロード・オブ・ザ・リング』（2001年）のために書いた「メイ・イット・ビー」は、アカデミー賞とゴールデングローブ賞にノミネートされた。
生まれ故郷であるアイルランドを中心に活動を続けている。
なお「エンヤ (Enya)」 は、基本的には、ケルト音楽に影響を受けて独自の音楽を展開する女性ミュージシャン個人の名であるが、その音楽プロデューサーを務めるニッキー・ライアンおよびその妻で歌詞を手がけるローマ・ライアンとの共同プロジェクトの名でもある。

## 来歴

### 生い立ち

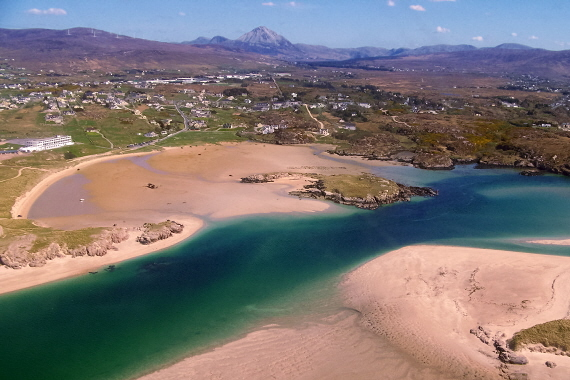
エンヤの故郷ドニゴール県グウィドーの上空からの眺め

1961年5月17日、アイルランド北西部のドニゴール県グウィドーで、ローマカトリック教徒の音楽家一家の9人兄弟の三女（5番目の子）として生まれた。グウィドーはアイルランド語を第一言語とするゲールタハト地域にある。出生名である Eithne Pádraigín Ní Bhraonáin は英国風に書くと Enya Patricia Brennan となり、エンヤの母語であるアイルランド語アルスター方言における Eithne の発音を表音式綴り字で表すと Enya となる。"Ní Bhraonáin" は「ブレナン家の娘」と翻訳される。父のレオ・ブレナンはアイルランドのショウバンド「スリーヴ・フォイ・バンド」のリーダーで、メナレックで居酒屋「Tábhairne Leo」を経営していた。遠縁にスペイン系の親類がおり、トーリー島に入植した先祖をもつ、母のバーバ・ブレナン（旧姓ドゥガン）はレオのバンドで演奏したアマチュア音楽家で、地元の学校で音楽を教えていた。エンヤの母方の祖父のエーは地元の小学校の校長を務め、祖母はそこの教師だった。祖父・エーはグウィドー劇場の劇団の創設者でもあった。
エンヤは自身の幼少期の家庭環境について、「とても平穏で幸せ」だったと述べている。3歳のとき、毎年開かれていたフェシ・キョール音楽祭で歌のコンテストに初めて出場した。グウィドー劇場でパントマイムを演じたり、デリーベグの聖メアリー教会で兄弟と一緒に母の聖歌隊に参加して歌ったりもしている。小学校で英語を習い、4歳のときにピアノを習い始めた。「学校の勉強をした後、隣町にピアノのレッスンを受けに行って、その後また学校の勉強をしなくてはいけませんでした。…兄弟姉妹が外で遊んでいたのを憶えています…そして私は中にいてピアノを弾いていました。この1冊の大きな音階の本を何回も何回も練習しました」。11歳のとき、祖父が教育費を支払ってくれたおかげで、ミルフォードにあるロレット女子修道会が運営する厳格な修道院の寄宿制学校で学び、そこでクラシック音楽、美術、ラテン語、水彩画が趣味になっていった。「あれほどの大家族から引き離されたことに衝撃を受けましたが、私の音楽にとっては良いことでした。」17歳のときに学校を退学し、「ピアノの先生のような人」になるために、カレッジで1年間クラシック音楽を学んだ。それでも「まさか自分が作曲をしたりステージに立ったりするとは思っていませんでした」という。

### デビュー以前
大学在学中（18歳のとき）、彼女の姉や兄ら兄弟3人と叔父2人が1970年代に結成したクラナド（Clannad）に2年ほどの間加わり、ツアーの他、2枚のアルバム製作にも参加した。担当のパートはコーラス、ウーリッツァーのエレクトリックピアノやプロフェット5等の電子鍵盤楽器。高校の卒業とともにカレッジでさらにクラシック音楽を学ぼうとしていた彼女を、当時クラナドのマネージャーでアルバム『フアム』からはプロデューサーを務めたニッキー・ライアン（Nicky Ryan）が、バンドにとって初めてのピアノとキーボードを入れるために誘ったのがきっかけ。
クラナドから脱退した彼女は、ニッキー・ライアンと彼の妻 ローマ・ライアン（Roma Ryan）らと共に曲作りを始める。まだ進むべき方向性を決めることができなかったエンヤに対し、彼らは自宅をスタジオとして提供。そこで製作された曲を聴いたローマ・ライアンは「音楽から様々な情景が見えるから、映画音楽をやってみては?」とアドバイスした。そこで、実際に映画監督デイビット・パットナムに7、8曲の楽曲を送ったところ気に入られ、それがきっかけで映画『The Frog Prince』（1985年）への楽曲提供が決まった。この楽曲提供に関し、後にエンヤは「まだ方向が決まっていなかったから、オーケストラ編曲にしてしまった。」と語っている。
この頃、エンヤは144チャンネルもの音声トラックを高品質に同時録音/再生できるデジタル・マルチトラック・レコーダー（どういった製品かは不明だが、144チャンネルは、デジタル録音黎明期の当時としては異常なほどに多いチャンネル数である。しかしながら、当時のプロ用の機材である、SONY PCM-3324や後継機のPCM-3348はSMPTE同期機能を有しているため、1台というわけにはいかないが、シリーズで結合することで十分可能である。また、PCM-3324であれば、８chのミキサーでミキシングしながらであれば、192chの同期録音が可能なため、あながち嘘とは言えない。）の存在と多重録音コーラスによる楽曲制作のアイデアをニッキー・ライアンから伝えられる。このレコーダーは、後に彼女の音楽の特徴となる、彼女自身の声を多重録音した重厚なコーラスを実現する上で不可欠な道具となった。以後の音楽製作では2台の144チャンネルデジタル・マルチトラック・レコーダーを常に使っており、その重要性は、エンヤ自身が「知らなかったら、その辺でピアノの教師でもしてたでしょうね。」と語るほどである。以降、多重コーラスを1トラックずつエンヤが歌って収録しているため、1つの作品の制作に数年掛かっている。
映画音楽の次に決まった仕事がイギリスのBBCのプロデューサーであるトニー・マッコーリーの依頼であり、1986年に放映されたテレビ・ドキュメンタリー番組『The Celts』（日本ではNHKで『幻の民、ケルト』として放送）のためのサウンドトラックである。この番組は当初アイルランド出身の複数のアーティストの楽曲が使われる予定であったが、番組スタッフが提供された「March of the Celts」等の楽曲を非常に気に入り、番組中すべてのトラック製作をエンヤに依頼することに決定した。

### CDデビュー以後
- 1986年、BBCエンタープライゼスが『The Celts』のサウンドトラックをアルバムとしてまとめ、『Enya』(日本では『アイルランドの風』というタイトルでジムコより発売。後に『ケルツ』として再発)として発表。アイルランドのアルバムヒットチャートでは1位のU2『ヨシュア・トゥリー』に次ぐヒットとなる（事実上のデビュー作）。
- 1987年、当時のワーナーミュージックUK（W.E.A/UK）の社長ロブ・ディケンズが『The Celts』のサウンドトラックを気に入り、自らエンヤのスタジオを訪ね「制作費は全て出すし、何年かかっても良いから、一枚のアルバムを作って欲しい。シングルヒットを考えなくて良いから、一枚の作品として評価されるアルバムを作ってください」と申し出たのをきっかけに、アルバム『ウォーターマーク』の製作が始まる。
- 1988年、日本デビュー・シングル「オリノコ・フロウ」(Orinoco Flow)が、記録的なヒットとなる。アルバム『ウォーターマーク』発表。
- 1991年、アルバム『シェパード・ムーン』が発売された。イギリスではアルバムチャート1位入り、アメリカではビルボード・チャートに計199週（約4年）チャート・イン。
- 1992年、龍村仁監督ドキュメンタリー映画『地球交響曲第一番』出演(楽曲は第二番、第三番にも使用)
- 1995年、アルバム『メモリー・オブ・トゥリーズ』が発売された。
- 1997年に発売されたベスト・アルバム『ペイント・ザ・スカイ〜ザ・ベスト・オブ・エンヤ』は日本だけで200万枚を売る大ヒットになった[20]。日本初回限定盤では、ボーナストラックとして、ゲール語版『きよしこの夜』が収録されている。

2000年代の活動
- 2000年、アルバム『ア・デイ・ウィズアウト・レイン』が発売され、全世界で1000万枚近いヒットとなった[21]。この頃になると日本での人気も完全に定着し、しばしばTV番組で歌声を披露するようになる。
- 2001年、ファンタジー大作として有名な『指輪物語』（J・R・R・トールキン原作）のファンであるという彼女は、映画『ロード・オブ・ザ・リング』に「メイ・イット・ビー」という曲を提供した。
  - 同年、日本の映画『冷静と情熱のあいだ』（竹野内豊主演）で楽曲「Wild Child (エンヤの曲)（英語版）」が使用され、映画に合わせて編集された、同作のサウンドトラックを兼ねたベスト盤（2009年現在廃盤）が日本国内で120万枚のヒットになった[21]。
- 2004年、初めて日本語で歌った曲「菫草〜SUMIREGUSA〜」をPanasonic「ビエラ」のCMソングとして発表した。この曲は松尾芭蕉の『野ざらし紀行』をモチーフにしている。
- 2005年11月、アルバム『アマランタイン』が発売され、上記CMで注目された「菫草〜SUMIREGUSA〜」も収録された。
- 2006年11月には、アルバム『アマランタイン』に新録音の新曲4曲を加えたアルバム『アマランタイン〜プレミアム・ウィンター・エディション』が発売された。2005年発売の『アマランタイン』のディスクと、新曲が収録されたディスクの計2枚で構成されている。
- 2008年、アルバム『雪と氷の旋律』が発売された。この年の12月31日、『第59回NHK紅白歌合戦』にて特別企画として「オリノコ・フロウ〜ありふれた奇跡」を歌唱し、日本では話題になった。
- 2009年11月、コンピレーション・アルバム『オールタイム・ベスト』を発売。
- 2015年11月、アルバム『ダーク・スカイ・アイランド』を発売。12月に来日し、日本テレビ系情報番組『ZIP!』や『スッキリ!!』へ出演。また、ユニバーサルスタジオジャパンへサプライズ・ゲストとして登場する。

## 作風
曲調は曲の断片を少し聞いただけでも彼女のものと判るほど特徴がある。クラシックと教会音楽を基礎に、故国アイルランドの音楽など、さまざまな要素を含有しており、ワルツ調の3拍子やその他変拍子の曲も見受けられる。メインボーカルやバックコーラスを彼女自身の声で幾度も（多いときはミステイク分も含めて一曲あたり200回ほど）多重録音し、重ねることでダイナミックかつ荘厳なサウンドを生み出すのが一番の特徴。そのエンヤ自身の声のコーラスと彼女自身が好む深いエコーが、終始一貫して広がりのある音を生む。表現内容はアコースティック感を強く志向しているが、意外にもソロデビュー当時のエンヤはデジタル活用の最先端に位置した音楽家である。
エンヤにおいては、デジタルMTRによるボーカルの多重録音が音楽性の根幹を成している。初期の作品はアナログ/デジタル双方のシンセサイザーを駆使し、1980年代としては最高峰となる144chのトラック数を誇るデジタルMTRも2台用いて、神話の世界をモチーフにした歌詞と共に、他の何とも似ていない力強く重厚な世界観を特徴としていた。しかし、アルバム「メモリー・オブ・トゥリーズ」を発表したあたりから、神話の世界にとらわれることなく作曲をするようになり、曲自体もシンセサイザーを使いながらも主役はアコースティック楽器(またはそれに近い音声）やピアノとなり、明るく柔らかな曲調のものが増えてきた。その上で、アルバムに収録される曲の中には、必ず落ち着いた曲調のピアノ独奏曲が入る。また、彼女の曲は「ビジブル」（情景が良く思い浮かぶ）と言われる。
歌詞は基本的に英語であるが、曲により、ゲール語、ラテン語で書かれている場合がある。5thアルバム『アマランタイン』では、さらに日本語、ローマ･ライアンとともに作った架空の言語、“Loxian”で書かれた曲が収録されている。
彼女のアルバム・リリース間隔は、4 - 6年である。独特の製作手法から1曲に費やす手間が多く（録音に3か月程度）、エンヤ自身が完璧主義者であるがゆえに、アルバム1枚を完成させるのに時間がかかる上、全精力を使ってアルバムをリリースした後は1年ほど休暇をとるためでもある。また、コンサートやライブなどのスタジオ外部での活動の構想は、ファースト・アルバムを発表した初期の頃からあるにもかかわらず、独自の制作方法がその実現を難しくしてしまっている。このように活動内容は外部から見る限りそれほど活発とは思えないが、耳なじみの良い音に加え、過去のナンバーがTVCMやドラマ、映画のテーマとして使用されるために、リスナーの印象が薄れにくく、癒やし系音楽の定番としてロングセラー的な人気を維持している。

## ディスコグラフィ

### オリジナル・アルバム
- 『アイルランドの風』 - Enya（1986年）

- - 1986年に発表されたドキュメンタリー番組『幻の民、ケルト人 (The Celts)』のためのサウンドトラックをまとめたもの。日本では、1998年にJIMCOレコードから邦題『アイルランドの風』としてリリース（JIM 0001）され、その後、若干の編集がなされた『ケルツ (The Celts)』として再発されている。アーティ・マクグリン(Arty McGlynn 、アーティ・マグリン) や、リアム・オフリン(Liam O'Flynn) らが参加しており、ライナーノーツには参加アーティストの他に、YAMAHA DX7 や Moog など、使われたシンセサイザーの名前がすべて書き記されている。また、2曲目の「アルデバラン」には、「リドリー・スコットに捧げる」と添え書きされている。

1. ケルツ - "The Celts"
  - 1992年にシングルカットされる。
2. アルデバラン - "Aldebaran"
3. アイ・ウォント・トゥモロー - "I Want Tomorrow"
  - イギリスでは翌年の1987年にシングル発売されたが、日本デビューを果たしておらず日本では未発売。
4. マーチ・オブ・ザ・ケルツ - "March of the Celts"
5. ジェル・アン・トゥア - "Deireadh an Tuath"
6. ザ・サン・イン・ザ・ストリーム - "The Sun in the Stream"
7. トゥー・ゴー・ビヨンド(1) - "To go Beyond (I)"
8. フェアリーテール - "Fairytale
  - 大丸心斎橋店旧本館で閉店放送のBGMとして使用された。
9. エポナ - "Epona"
10. 三題詩：セント・パトリック、クーホリン、オシーン - "Triad: St. Patrick, Cú Chullain, Oisin"
11. ポートレイト - "Portrait"
12. ボーディセア - "Boadicea"
13. バード・ダンス - "Bard Dance"
14. ダナドゥール - "Dan y Dŵr"
15. トゥー・ゴー・ビヨンド(2) - "To go Beyond (II)"

- 『ウォーターマーク』 - Watermark（1989年）

- - 当時のW.E.A/UKの社長であるロブ・ディケンズがエグゼクティブプロデューサー。

1. ウォーターマーク - "Watermark"
  - 「エクサイル(流浪)」のカップリングとして3曲目に収録。
2. カッスム・パフィスィオ - "Cursum Perficio"
  - 呪文めいたこの曲は、ラテン語で歌われる。
3. オン・ユア・ショア - "On Your Shore"
  - 「エクサイル(流浪)」のカップリングとして2曲目に収録。
4. ストームス・イン・アフリカ - "Storms in Africa"
  - これはゲール語による歌詞が付いている。シングルにもなっている。シングルバージョンは英語詞で歌われていたり、冒頭に嵐のSEがあったりパートIIと併記されている。しかし、このアルバムバージョンのパートIもカップリングとして収録。シングルバージョンのパートIIはアルバムバージョンよりも1分程短い。また、2009年にSHM-CD仕様で再発売された際にボーナストラックで収録された。
5. エクサイル(流浪) - "Exile"
  - シングルとして発売
6. ミス・クレア・リメンバーズ - "Miss Clare Remembers"
7. オリノコ・フロウ - "Orinoco Flow"
  - 日本におけるファーストシングル。この曲は、不二家ネクターのTV-CMソングとして使われた。ラジオオンエアー用に3:45にまでエディットされたバージョンもあるが、シングルはアルバムバージョンと同一での収録だった。因みにラジオオンエアーエジットは一部のヨーロッパの国々と南アフリカ共和国、カナダとアメリカ合衆国で発売されたシングルレコード盤に収録されて発売された。日本でのラジオオンエアーエディットバージョン初発は、1990年発売の日本盤「3 Tracks EP」呼ばれているシングルであった。
8. イヴニング・フォールズ - "Evening Falls"
9. リヴァー - "River"
  - 「エクサイル(流浪)」のカップリングとして4曲目に収録。
10. ザ・ロングシップス - "The Longships"
  - ゲール語による歌詞が付いてはいるが、これは「リルティング」と呼ばれる口三味線の様なもので、これといった意味はないと思われる。
11. ナ・ラハ・ギィアル・モイゲ - "Na Laetha Geal M'óige"
  - 題はゲール語で「輝ける我が青春の日々」といった意味である。

- 『シェパード・ムーン』 - Shepherd Moons（1991年)

1. シェパード・ムーン - "Shepherd Moons"
2. カリビアン・ブルー - "Caribbean Blue"
  - シングルはアルバムよりも19秒短い。日本では大塚ベバレジ・シンビーノジャワティストレートのCM曲に使われた。
3. キープ・フロム・シンギング - "How Can I Keep From Singing?"
4. エビュデー - "Ebudae"
5. エンジェル - "Angeles"
6. ミス・クイン - "No Holly For Miss Quinn"
7. ブック・オブ・デイズ - "Book Of Days"
  - 日本ではシングルとしてではなく6曲入りのミニアルバム形式で発売されている。シングルCDは輸入盤で入手可能。
8. エヴァキュイー - "Evacuse"
9. ロスローリアン - "Lothlorien"
10. マーブル・ホールズ - "Marble Halls"
11. アフェール・ヴァントゥス - "Afer Ventus"
12. スモイチム - "Smaointe..."

- 『ケルツ』 - The Celts（1987年）

- - アルバム『アイルランドの風』を再編集したもので、11曲目の「ポートレイト」のみ、曲の後半部分が伸ばされた別の版 (Portrait (Out of the Blue))に差し替えられている。

- 『メモリー・オブ・トゥリーズ』 - The Memory of Trees（1995年）

1. メモリー・オブ・トゥリーズ - "The Memory of Trees"
2. エニウェア・イズ - "Anywhere is"
  - シングルにはシングルエディットで収録され、2009年にSHM-CD仕様で再発売された際にボーナストラックで収録された。
3. パクス・デオルム - "Pax Deorum"
4. エヘ・レ・ナム - "Athair Ar Neamh"
5. フロム・ホエア・アイ・アム - "From Where I am"
6. チャイナ・ローゼズ - "China Roses"
7. ホープ・ハズ・ア・プレイス - "Hope Has a Place"
8. ティー・ハウス・ムーン - "Tea-House Moon"
9. ワンス・ユー・ハド・ゴールド - "Once You had Gold"
  - プロボクサー長谷川穂積の入場曲に使用された。
10. ラ・ソニャドラ - "La Soñadora"
11. オン・マイ・ウェイ・ホーム - "On My Way Home"
12. オリエル・ウィンドウ - "Oriel Window"
  - 日本版ボーナストラック

- 『ペイント・ザ・スカイ〜ザ・ベスト・オブ・エンヤ』 - Paint the Sky with Stars: The Best of Enya（1997年）

1. オリノコ・フロウ - "Orinoco Flow"
2. カリビアン・ブルー - "Caribbean Blue"
  - アルバムバージョンで収録
3. ブック・オブ・デイズ - "Book Of Days"
4. エニウェア・イズ - "Anywhere is"
  - シングルバージョンで収録
5. オンリー・イフ - "Only If..."
  - 本アルバム書き下ろしの新曲。同年シングルカットされる。
6. ケルツ - "The Celts"
7. チャイナ・ローゼズ - "China Roses"
8. シェパード・ムーン - "Shepherd Moons"
9. エビュデー - "Ebudae"
10. ストームス・イン・アフリカ - "Storms in Africa"
  - ゲール語詞のパートIを収録。
11. ウォーターマーク - "Watermark"
12. ペイント・ザ・スカイ - "Paint The Sky With Stars"
  - 本アルバム書き下ろしの新曲
13. マーブル・ホールズ - "Marble Halls"
14. オン・マイ・ウェイ・ホーム - "On My Way Home"
  - シングルバージョンで収録
15. メモリー・オブ・トゥリーズ - "The Memory of Trees"
16. ボーディセア - "Boadicea"
17. イーハ・ヒューイン(きよしこの夜) - "Oíche Chiúin (Chorale)" 
  - ゲール語詞による「きよしこの夜」
  - 日本初回盤ボーナストラック

- 『ア・デイ・ウィズアウト・レイン』 - A Day Without Rain（2000年）

- - 盤を製造した国により、曲目の一部が異なっており、オリジナル版の11曲目は (The First of Autumn) であるが、日本盤では (Isobella) に差し替えられている。

1. ア・デイ・ウィズアウト・レイン - "A Day Without Rain"
2. ワイルド・チャイルド（英語版） - "Wild Child"
  - シングルにはラジオエディットで収録される。
3. オンリー・タイム（英語版） - "Only Time" 
  - シングルとして発売。後にリミックスが収められたシングルも発売される。
4. テンパス・ウェルヌム - "Tempus Vernum"
5. ドーラ・エル・モ・フリー - "Deora Ar Mo Chroí"
6. フローラズ・シークレット - "Flora's Secret"
  - ホンダ・エリシオン（後期型）のCMに使用された。
7. フォーレン・エンバーズ - "Fallen Embers"
8. シルヴァー・インチズ - "Silver Inches"
9. ピルグリム - "Pilgrim"
10. ワン・バイ・ワン - "One by One"
11. ザ・ファースト・オブ・オータム - "The First of Autumn" 
  - 日本盤は「イソベラ」 - "Isobella"
12. レイジー・デイズ - "Lazy Days"

- 『アマランタイン』 - Amarantine（2005年）

1. レス・ザン・ア・パール - "Less than a pearl"
2. アマランタイン - "Amarantine"
  - シングルとは違うバージョン。
3. イッツ・イン・ザ・レイン - "It's in the rain"
4. イフ・アイ・クッド・ビー・ホウェア・ユー・アー - "If I could be where you are"
5. ザ・リヴァー・シングス - The river sings"
  - 日本テレビのFIFAクラブワールドカップ公式テーマソングに使用された。
6. ロング・ロング・ジャーニー - "Long long journey"
7. 菫草 (すみれぐさ) - "Sumiregusa"
  - エンヤが初めて日本語で書いた曲
8. サムワン・セッド・グッバイ - "Someone said goodbye"
9. ア・モーメント・ロスト - "A moment lost"
10. ドリフティング - "Drifting"
11. アミッド・ザ・フォーリング・スノウ - "Amid the falling snow"
12. ウォーター・ショウズ・ザ・ヒドゥン・ハート - "Water shows the hidden heart"

- 『雪と氷の旋律』- And Winter Came...（2008年）

1. 雪と氷の旋律 - "And winter came"
2. ジャーニー・オブ・ジ・エンジェルズ - "Journey Of The Angels"
3. ウィンター・ナイト - "White Is in the Winter Night"
4. オー・カム・オー・カム・エマニュエル - "O Come, O Come, Emmanuel"
5. ウィンター・レイン - "Trains and Winter Rains"
6. ありふれた奇跡 - "Dreams Are More Precious" 
  - 日本ではドラマ『ありふれた奇跡』の主題歌に起用された。
7. ラスト・タイム・バイ・ムーンライト - "Last Time by Moonlight"
8. おもちゃの兵隊 - "One Toy Soldier"
9. スターズ・アンド・ミッドナイト・ブルー - "Stars and Midnight Blue"
10. ザ・スピリット・オブ・クリスマス・パスト - "The Spirit of Christmas Past"
11. マイ！マイ！タイム・フライズ！ - "My! My! Time Flies!"
12. イーハ・ヒューイン(きよしこの夜) - "Oíche Chiúin (Chorale)"

- 『ダーク・スカイ・アイランド』 - Dark Sky Island（2015年）

1. ザ・ハミング - "The Humming"
2. ソー・アイ・クッド・ファインド・マイ・ウェイ - "So I Could Find My Way"
3. イーヴン・イン・ザ・シャドウズ - "Even In The Shadows"
4. ザ・フォージ・オブ・ジ・エンジェルズ - "The Forge Of The Angels"
5. エコーズ・イン・レイン - "Echoes In Rain"
6. アイ・クッド・ネヴァー・セイ・グッバイ - "I Could Never Say Goodbye"
7. ダーク・スカイ・アイランド - "Dark Sky Island"
8. サンクタ・マリア - "Sancta Maria"
9. アストラ・エ・ルナ - "Astra et Luna"
10. ザ・ロクシャン・ゲイツ - "The Loxian Gates"
11. ダイアモンズ・オン・ザ・ウォーター - "Diamonds On The Water"
12. サラス - "Solace"
13. ペイル・グラス・ブルー - "Pale Grass Blue"
14. リメンバー・ユア・スマイル - "Remember Your Smile"

### シングル
- 「イブニング・フォールズ…」 - "Evening Falls..."（1988年／09P3-6126）※8cmCD
  - c/w　"Oiche Chiun"
- 『きよしこの夜』 - Enya / 6 Tracks（1989年／20P2-2725）※日本のみ発売ミニ・アルバム

1. "Orinoco Flow"
2. "Evening Falls"
3. "Out Of The Blue"
4. "Morning Glory"
5. ""Smaoitím..." (d' Aodh agus do Mhaire Ui Dhugain)"
6. "Oiche Chiun"

- 「ストーム・イン・アフリカ」 - "Storms in Africa"（1989年／09P3-6153）※8cmCD
  - c/w　"Storms In Africa (Part I)"
- 「ストーム・イン・アフリカ」 - "Storms in Africa"（1989年／16P2-2877）
  - c/w　"The Celts"
  - c/w　"Aldebaran"
  - c/w　"Storms In Africa (Part I)"
- 「きよしこの夜」 - "Oíche Chiún (Silent Night, Holy Night)"（1989年／09P3-6204）※8cmCD 
  - c/w　"Orinoco Flow"
- 「オリノコ・フロウ」 - "Orinoco Flow"（1990年／10P3-6100）※8cmCD
  - c/w　"Out Of The Blue"
- 「オリノコ・フロウ (3 Tracks EP)」 - 3 Tracks EP（1990年／WMC5-109）

1. "Orinoco Flow (7" Version)
2. "Evening Falls"
3. "Storms In Africa (Single Version)"

- 「エクサイル」 - "Exile (Featuring Music From The Motion Pictures 'L.A. Story' & 'Green Card.')"（1991年／WMC5-387）
  - c/w　"On Your Shore"
  - c/w　"Watermark"
  - c/w　"River"
- 「カリビアン・ブルー」 - "Caribean Blue"（1991年／WMD5-4080）※8cmCD 
  - c/w　"Orinoco Flow"
- 「キープ・フロム・シンギング」 - "How can I keep from Singing"（1991年／WMD5-4090）※8cmCD 
  - c/w　"Oiche Chuin (Silent Night)"
- 『ブック・オブ・デイズ』 - Book of Days（1992年／WMC5-519）※スペシャル・ミニ・アルバム

1. "Book of Days"
2. "As Baile"
3. "Angeles"
4. "Oriel Window"
5. "'S Fágaim Mo Bhaile"
6. "Caribbean Blue"

- 「ケルツ」 - "The Celts"（1992年／WMC5-579）
  - c/w　"Oíche Chiún (Silent Night)"
  - c/w　"Storms In Africa (Part Ⅱ)"
  - c/w　"Eclipse"
- The Christmas EP（1994年）※ミニ・アルバム

1. "Oíche Chiún (Silent Night)"
2. "As Baile"
3. "'S Fágaim Mo Bhaile"
4. "Ebudæ"
5. "The Celts"

- 「エニウェア・イズ」 - "Anywhere Is"（1995年／WPCR-551）
  - c/w　"Book Of Days"
  - c/w　"Caribbean Blue"
  - c/w　"Orinoco Flow"
- 「オン・マイ・ウェイ・ホーム」 - "On my Way Home"（1996年／WPCR-593）
  - c/w　"Morning Glory"
  - c/w　"I May Not Awaken"
  - c/w　"Eclipse"
- 「オンリー・イフ」 - "Only If..."（1997年／WPCR-1801）
  - c/w　"Willows On The Water"
  - c/w　"Oíche Chiún (Silent Night)"
- 「オンリー・タイム」 - "Only Time"（2000年／WPCR-11001）
  - c/w　"The First Of Autumn"
  - c/w　"The Promise"
- 「ワイルド・チャイルド」 - "Wild Child"（2001年／WPCR-11002）
  - c/w　"Midnight Blue"
  - c/w　"Song Of The Sandman"
- 「オンリー・タイム (リミックス)」 - "Only Time (Remix & Original Version)"（2001年／WPCR-11008）
  - c/w　"Oíche Chiún (Silent Night)"
  - c/w　"Willows On The Water"
  - c/w　"Only Time (Original Version)"
- "May It Be"（2002年）※映画『ロード・オブ・ザ・リング』提供曲
  - c/w　"Isobella"
  - c/w　"The First Of Autumn"
- 「アマランタイン」 - "Amarantine"（2005年／WPCR-12186）
  - c/w　"The Comb Of The Winds"
  - c/w　"The Spaghetti Western Theme From The Celts"

## 私生活
規則正しい生活を最重要視しており、平日は毎日10時から17時まで、必要がなくてもスタジオで何らかの作業を行う。そして平日の作業時間外や休日はスタジオのことを考えない時間としている。休日は家族や友達と過ごし、誘われればディナーパーティーにも行くなど、仕事以外も一般の人々と同じように過ごしている。

## 日本との関わり
日本でもCMや番組のエンディングなど多くに彼女の曲がタイアップされた。日本で爆発的に売れたのは、1992年にトム・クルーズが主演した映画『遥かなる大地へ』のサウンドトラックとして使われた「Book Of Days」からである。日本では、1997年に「ペイント・ザ・スカイ〜ザ・ベスト・オブ・エンヤ」がミリオンセラーを記録し、 〜the most relaxing〜 feel などにも収録されるなど、癒し系音楽ブームの火付け役の1人となっており、 Orinoco Flow や Only time などは定番の楽曲となっている。
また、日本の着物が好きで、来日すると必ず着付けを行い、買ってしまうという。収集の結果として、既に25着も所有している。